# Hokej na trawie na Letnich Igrzyskach Olimpijskich 2008
Hokej na trawie na Letnich Igrzyskach Olimpijskich 2008 w Pekinie rozgrywany był w Olympic Green Hockey Field. Turnieje odbywały się w dniach 10 sierpnia - 23 sierpnia 2008 roku.
W Pekinie wystąpiło 12 drużyn kobiecych i 12 męskich.

## Uczestnicy
Mężczyźni
- Chiny
- Australia -
- Belgia
- Hiszpania -
- Holandia
- Kanada
- Korea Południowa
- Niemcy -
- Nowa Zelandia
- Pakistan
- Południowa Afryka
- Wielka Brytania

Kobiety
- Chiny -
- Argentyna -
- Australia
- Hiszpania
- Holandia -
- Japonia
- Korea Południowa
- Niemcy
- Nowa Zelandia
- Południowa Afryka
- Stany Zjednoczone
- Wielka Brytania